# Венцел Месенхаузер
Венцел Месенхаузер (Простјејов, 4. јануар 1811 — Беч, 16. новембар 1848) је био аустријски револуционар.

## Биографија
У мартовској Бечкој револуцији из 1848. године учествовао је у борбама командујући Националном гардом и руководећи опсадом Беча против царских трупа пред којима је 30. октобра, након пада предграђа, капитулирао. Као вођа устанка, стрељан је 16. новембра исте године. 